# 莫羅 (喬治亞州)
莫羅（英語：Morrow）是一個位於美國喬治亞州克萊頓縣的城市。

## 地理
莫羅的座標為33°34′43″N 84°20′24″W / 33.57861°N 84.34000°W，而該地的平均海拔高度為281米（即922英尺）。

## 人口
根據2010年美國人口普查的數據，莫羅的面積為8.77平方千米，當中陸地面積為8.74平方千米，而水域面積為0.03平方千米。當地共有人口6445人，而人口密度為每平方千米734人。